# Ermida de Nossa Senhora da Conceição (Rabo de Peixe)
A Ermida de Nossa Senhora da Conceição é uma ermida portuguesa localizada na freguesia de Rabo de Peixe, concelho de Ribeira Grande, na ilha açoriana de São Miguel.
Esta curiosa ermida, que se encontra presentemente no lugar da Boa Vista, junto da estrada nacional que liga Ponta Delgada à Ribeira Grande, é um dos mais belos exemplares da arquitectura religiosa micaelense.
Ignora-se a data da sua edificação já porque não se conhecem documentos a tal respeito, e também porque não consta da mesma qualquer inscrição com data. Presume-se, porém, em face das suas características, que haja sido levantada no decurso do século XVII.
Ernesto do Canto, no seu trabalho sobre igrejas e ermidas da Ilha de São Miguel, apenas a cita, dando-lhe o nome de Nossa Senhora da Conceição das Vinhas, certamente pelas vinhas que em seu redor havia.
No inicio do século passado, este templo pertencia a Francisco Alberto do Rego, tio de um dos seus últimos proprietários, o senhor Alfredo Gamboa, da Ribeira Grande, que tratou muito bem da sua conservação Foi sempre, esta ermida, alvo de muitas e animadas romarias que, infelizmente, com o tempo, deixaram de realizar-se.
Dispõe de um único altar, muito simples, cujo frontal apresenta belos exemplares de azulejos do século XVII, embora já um pouco gastos pela acção do tempo. A pequena imagem da Virgem da Conceição é muito antiga, presumindo-se que seja coeva da edificação do templo, ou seja, do referido século XVII.